# Université des sciences agronomiques et vétérinaires (Cluj-Napoca)
L'université des sciences agronomiques et de la médecine vétérinaire (en roumain : Universitatea de Științe Agricole și Medicină Veterinară ou USAMV) est une université publique fondée en 1869 à Cluj-Napoca, Transylvanie, Roumanie. C'est l'un des établissements d'enseignement supérieur agricole les plus anciens d'Europe. Par ailleurs, l'USAMV est l'une des universités roumaines les plus réputées.

## Histoire

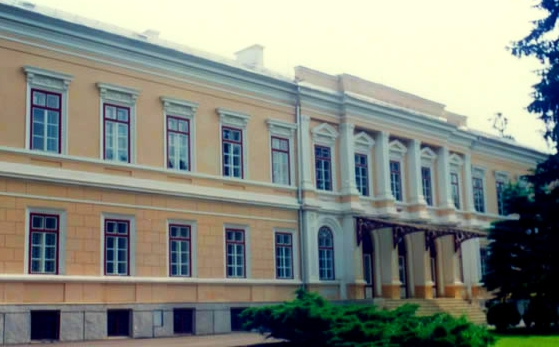
Le Bâtiment principal de l'USAMV

## Organisation
En 2007-2008, il y avait 6 918 étudiants à l'USAMV répartis dans quatre facultés (UFR).
L'USAMV en chiffres :
- 477 employés
- une maison d'édition (Editura AcademicPres) et une imprimerie
- une bibliothèque de spécialité avec une collection de 163 064 volumes de livres et 48 744 volumes de périodiques
- une résidence universitaire avec 1 047 places
- un restaurant universitaire
- un pub avec 180 places
- une base sportive

### Direction
- Président : Dr. Liviu Al. Mărghitaș
- Recteur : Prof. Dr. Cornel Catoi

### Relations internationales
Affiliations de l'USAMV :
- EUA (European University Association)
- EAEVE (The European Association of Establishments for Veterinary Education)
- AUF (Association Universitaire de la Francophonie)
- ICA (Association for European Life Science Universities)
- BSUN (Black Sea Universities Network)
- EARMA (European Association of Research Managers and Administrators).

L'USAMV entretient des relations de coopération avec plus de 50 universités de plus de 30 pays de quatre continents. Elle accueille des étudiants étrangers provenant de ces quatre continents.

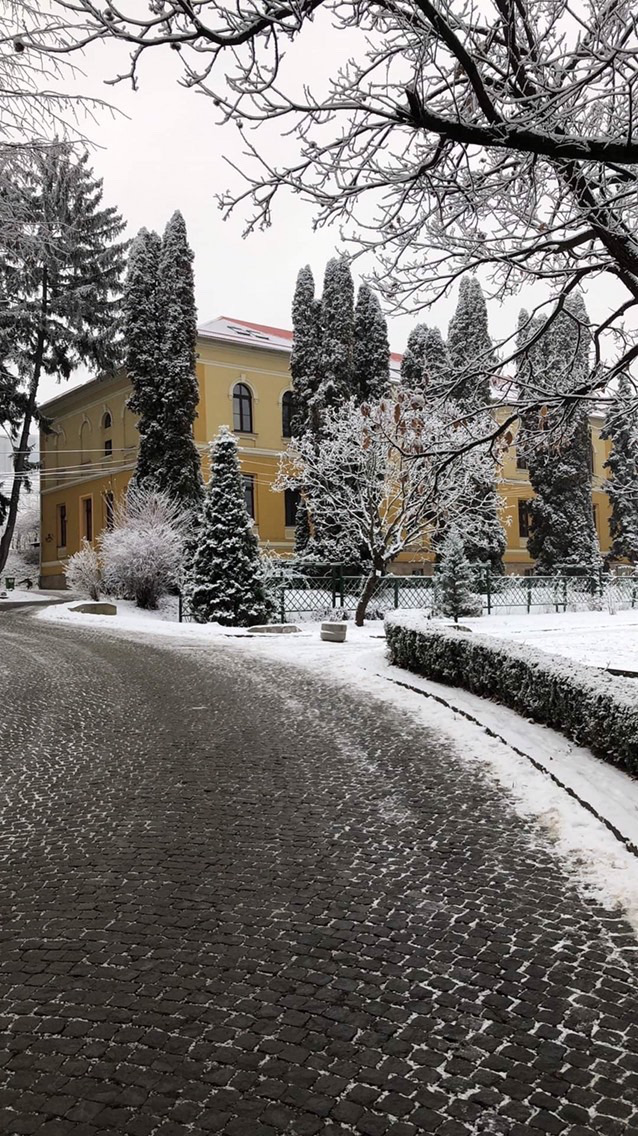
Bâtiment d'horticulture de l'USAMV de Cluj-Napoca

### Composantes
L'USAMV comporte quatre facultés : 
- Faculté d'Agriculture
- Faculté d'Horticulture
- Faculté de Zootechnie et de Biotechnologies
- Faculté de Médecine vétérinaire

## Formations

### Licence
La durée des études varie en fonction de la spécialisation choisie : 3 ans pour obtenir un diplôme de "licencié en biologie", 4 ans pour un diplôme d'ingénieur (toutes spécialisations confondues) et 6 ans pour un diplôme de médecin vétérinaire. Presque toutes les études de premier et de deuxième cycle se font en roumain. Seule la spécialisation médecine vétérinaire peut être étudiée aussi en anglaisou en français.

### Master
La durée des études est de 3 ou 4 semestres, en fonction de la spécialisation choisie.

### Doctorat
La durée des études est de 3 ou 4 ans, en fonction de la spécialisation choisie.

## Recherche
L'USAMV accueille 21 centres et laboratoires de recherche. En 2007-2008, l'université a établi 238 contrats de recherche. Le chercheur en parasitologie Andrei Daniel Mihalca est professeur à l'USAMV.

## Vie étudiante
- plusieurs associations d'étudiants ;
- club culture (musique, danse, photo, ikebana, etc.)[4].

## Anciens étudiants
- Dacian Cioloș : ancien ministre de l'agriculture (d'octobre 2007 à décembre 2008) puis commissaire européen à l'Agriculture et au Développement rural, au sein de la commission Barroso II (2009-2014)
- Vasile Velican : professeur des universités, académicien ;
- Amadou Mactar Konate : chef de la cellule agro-sylvo-pastorale (1991-1999) direction de l'agriculture Dakar Sénégal, expert en sécurité alimentaire au comité permanent de lutte contre la sécheresse dans le Sahel (CILSS) Burkina Faso - (1999-2013)